# Pseudocoremia aristarcha
Pseudocoremia aristarcha là một loài bướm đêm trong họ Geometridae.